# Сімонід
Сімонід, також Сімонід Кеоський (грец. Σιμωνίδης ο Κείος, близько 556 — 469 до н. е.) — давньогрецький ліричний поет. Народився в Іулії на острові Кеос біля узбережжя Аттики.

## Біографія
Багато мандрував грецькими містами, більшу частину життя провів при дворах владик і тиранів. Зокрема, він користувався гостинністю Гіппарха, тирана Афін, аж до вбивства цього правителя в 514 до н. е. Після цього його приймали у Фессалії аристократи Алевади й Скопади. За легендою, один зі Скопадів відзначив, що в пісні, що прославляє його перемогу в кулачному бої, поет приділив занадто багато місця вихвалянню Діоскурів і наказав йому звернутися за платою до них. Але саме тому Діоскури нібито чудесним образом врятували Сімоніда, викликавши його з бенкетної зали, стеля якої одразу по тому поховала Скопадів. Ця катастрофа відбулася в дійсності, і Сімонід описав її в одному зі своїх тренів. Під час перських воєн Сімонід повернувся в Афіни. У цей час він був дружний з Фемістоклом. Останні роки життя (після 476 до н. е.) Сімонід провів на Сицилії, переважно при дворі тирана Гієрона I, де бували також Піндар, Есхіл та інші поети. За переказом, йому вдалося примирити ворогуючих тиранів і зупинити війну. З перебуванням Сімоніда на Сицилії зв'язані численні анекдоти, найвідоміший про дві скриньки: одну для грошей, а другу для подяки. Скринька, у якій Сімонід зберігав гроші, завжди була повною, а та, де зберігалися подяки — завжди порожня, і тому Сімонід волів отримувати гроші, ніж прояви вдячності. Помер Сімонід в Акраганті.

## Творчість
Відповідно до традиції, Сімонід був першим поетом, який писав пісні на замовлення і брав за це плату. Під його іменем до нас дійшли приблизно 100 епіграм (автентичність багатьох сумнівна). Частина з них — реальні написи, надгробні або присвятні, деякі являють собою поминальні елегії і деякі — пародії або приклади технічної винахідливості автора. Найкращі епіграми присвячені греко-перським війнам. Він писав пісні й епіграми на честь героїв, що загинули за вітчизну, серед інших пісні, присвячені битвам під Артемізії та Саламіном. Він є першим поетом, про якого ми знаємо, що він прославляв у хорових піснях перемоги, здобуті на іграх; йому приписується тріадична форма хорової оди, настільки ефективно використана Піндаром. Сімонід працював у традиційних жанрах хорової лірики, писав гімни до богів і дифірамби, від яких збереглися тільки фрагменти, хоча — як хвалиться в епіграмі сам поет — його дифірамби 56 разів одержали нагороду. Уявлення про його дифірамби ми можемо одержати лише за трьома сильно пошкодженими папірусами і за віршами його племінника Вакхіліда.
Збережені фрагменти епінікій дозволяють припустити, що переможні пісні Сімоніда не мали офіційного характеру, і в них поет дозволяв собі навіть жарти на адресу переможців. У тренах Сімонід міркував над тлінністю життя людини, її беззахисністю перед богами і долею. Він майстерно вмів схвилювати слухачів, як про це свідчить найвідоміший фрагмент його вірша, імовірно, один із тренів, названий пізніше «Скаргою Данаї». У ньому Сімонід представив героїню, кинуту разом з маленьким сином у море і яку носить буря. Він показав контраст між стихією, що розбушувалася, і матір'ю, яка схилилася в скрині над дитиною і співає йому колискову.
Про авторитет Сімоніда свідчить і той факт, що саме йому, іонійцю, спартанці доручили увічнити пам'ять своїх воїнів, що загинули при Фермопілах. У цьому фрагменті Сімонід об'єднав трен з енкомієм: жалощі поступово переходять у хвалебну пісню.
До сколій Сімоніда належить збережений практично повністю Сколион до Скопаса. Вихідним пунктом міркування є відоме твердження Піттака, одного з семи мудреців, що важко бути справді досконалою людиною. Сімонід спростовує традиційний погляд, що досконалість людини визначається сумою таких достоїнств, як влада, багатство, краса, фізична й інтелектуальна досконалість, оскільки все це можна легко втратити, і, більш того, нікому ще не вдалося володіти всіма цими якостями одночасно. Він висунув іншу концепцію доброї людини. Такої назви заслуговує той, хто свідомо намагається не робити зла, хоча б його старання і не мали успіху.
Сімоніда вважають за першого, хто розробив науку мнемоніку.
Велика слава і повага, якими він користувався при житті, проіснували ще довго. У V ст. до н. е. стали збирати анекдоти про нього, а його пісні співали як сколії на бенкетах. Збирали і цитували висловлення Сімоніда, наприклад, «поезія — це живопис у слові, а живопис — німа поезія». Ксенофонт вивів Сімоніда у своєму діалозі Гієрон. Йому наслідували Теокріт і інші елліністичні поети. Хоча пісні Сімоніда швидко зникли, його висловлення й анекдоти про нього цитувалися протягом століть.